# Lotka–Volterras ekvation
Lotka–Volterras ekvation, även Volterra–Lotkas ekvation eller predator–bytesdjursekvationen är ett par av första ordningens icke-linjära differentialekvationer som ofta används för att beskriva dynamiken av biologiska system där två arter interagerar, en predator samt ett bytesdjur.
De föreslogs oberoende av Alfred J. Lotka år 1925, och Vito Volterra år 1926. Ekvationerna kan till exempel användas för studiet av populationsdynamiken hos lodjur och hare, med hjälp av de omfattande data över relativa populationer för dessa två arter som insamlades av Hudson Bay-kompaniet under 1800-talet.

## Ekvationerna
Den vanliga formen för ekvationerna är:
{\displaystyle {\frac {dx}{dt}}=x(\alpha -\beta y)}
{\displaystyle {\frac {dy}{dt}}=-y(\gamma -\delta x)}
där
- y är antalet av någon predator (till exempel, lodjur);
- x är antalet av dess byte (till exempel, hare);
- dy/dt och dx/dt betecknar tillväxten av de två populationerna med avseende på tiden;
- t representerar tiden; och
- α, β, γ och δ är parametrar som beror på interaktionen mellan de två djurarterna.

## Fysiska meningen hos ekvationerna

### Bytesekvationen
Bytesekvationen blir:
{\displaystyle {\frac {dx}{dt}}=\alpha x-\beta xy}
Bytesdjuret antas ha obegränsad tillgång på mat, och förökar sig exponentiellt om tillväxten inte begränsas av predation; denna exponentiella tillväxt representeras i ekvationen av termen αx. 
Graden av predation av bytet antas vara proportionell mot hur ofta predatorn mötet bytesdjuret; detta representeras ovan av βxy. Om x eller y är noll så sker ingen predation.

### Predatorekvationen
Predatorekvationen blir:
{\displaystyle {\frac {dy}{dt}}=\delta xy-\gamma y}
I denna ekvation så representerar δxy tillväxten av predatorpopulationen. Uttrycket γy betecknar den naturliga döden av predatorn; detta motsvarar ett exponentiellt avtagande.
Alltså representerar ekvationen förändringen i predatorpopulationen som tillväxten av predatorpopulationen, minus naturlig död.

## Lösning till ekvationerna
Ekvationerna har periodiska lösningen som inte kan uttryckas i enkla uttryck med hjälp av de vanliga trigonometriska funktionerna. En approximativ linjariserad lösning ger en harmonisk svängning.

## Dynamik i systemet
I modellsystem så frodas predatorerna när det finns många bytesdjur men efter ett tag understiger deras födesbehov, och antalet predatorer minskar.
När predatorpopulationen är liten så kommer bytespopulationen öka igen. Denna dynamik fortsätter i cykler av tillväxt och avtagande.

### Populationsjämvikt
Populationsjämväxt inträffar i modellen när ingen av populationsnivåerna ändras, det vill säga både differentialekvationerna har högersida 0, det vill säga:
{\displaystyle x(\alpha -\beta y)=0}
{\displaystyle -y(\gamma -\delta x)=0}
När man löser detta system för x och y får man
{\displaystyle \left\{y=0,x=0\right\}}
och
{\displaystyle \left\{y={\frac {\alpha }{\beta }},x={\frac {\gamma }{\delta }}\right\},}
och således finns två jämviktslägen.
Den första lösningen motsvarar utrotande av båda arterna. Om båda populationerna är 0, så kommer de fortsätta vara det i all framtid.
Den andra lösningen motsvarar en fixpunkt där båda populationerna behåller deras nuvarande nollskilda antal, och, i den förenklade modellen, gör det för all framtid.
Populationsnivåerna för vilket detta jämviktsläge uppnås beror på värdena av parametrarna α, β, γ, and δ.